# Ferdinand Piloty
Ferdinand Piloty (n. 28 august 1786, Homburg, Saarland, Germania – d. 8 ianuarie 1844, München, Regatul Bavariei) a fost un litograf german. A fost tatăl pictorului Karl von Piloty.

## Viața timpurie, opera
A studiat inițial pictura, dar interesele sale s-au mutat în curând spre tehnica litografiei. Din 1808 până în 1815, împreună cu Johann Nepomuk Strixner (1782–1855), a produs o serie de 423 de litografii, intitulate Les oeuvres lithographiques par Strixner, Piloty et Comp. Din 1836, împreună cu Joseph Löhle (1807–1840), a produs o serie de exemplare din Alte Pinakothek și Galeria Schleissheim. După moartea lui Gottlieb Bodmer în 1837, Piloty și Löhle au continuat să-i publice lucrările sale.